# S.O.S. fantasmi
S.O.S. fantasmi (Scrooged) è un film del 1988, diretto da Richard Donner.
Il film è una rivisitazione in chiave moderna del Canto di Natale di Charles Dickens, come si può dedurre dal titolo in lingua originale, Scrooged, il quale fa riferimento al protagonista della novella Ebenezer Scrooge, le cui caratteristiche sono riprese dal protagonista del film Francis Xavier Cross, interpretato da Bill Murray.
Il titolo italiano del film, S.O.S. fantasmi, deriva dalla traduzione letterale del titolo usato nel mercato francese per il film del 1984 Ghostbusters, ovvero SOS Fantômes; ciò fu dovuto per via di scelte commerciali che miravano, complice la presenza di Murray, ad attirare l'attenzione sulla scia del successo di Ghostbusters.
Anche la promozione statunitense, pur non arrivando a modificare il titolo, puntava fortemente sull'associazione mentale tra Bill Murray e i fantasmi, ben presente nella mente del pubblico per via del successo di Ghostbusters.

## Trama
Francis Xavier Cross è il direttore di un network televisivo statunitense: estremamente cinico ed egoista, cerca di raggiungere l'apice della propria carriera preparando un musical dedicato al Canto di Natale di Dickens, che andrà in onda la notte della vigilia di Natale. La vita di Cross è quella del tipico uomo di successo, ma se da un lato è divenuto ricco e famoso, dall'altro ha perso tutte le persone a lui più care. La fidanzata Claire lo ha lasciato per seguire le persone bisognose, il fratello lo cerca continuamente ma lui non si fa trovare ed i suoi dipendenti lo temono e lo odiano profondamente, tanto più che poco prima di Natale licenzia senza scrupolo il suo dipendente Eliot. La sua segretaria Grace, vedova con cinque figli di cui il più piccolo affetto da mutismo, deve però sopportare stoicamente le sue angherie, perché ha bisogno di quel lavoro.
Una sera, mentre Cross si trova da solo in ufficio, il fantasma del suo ex capo gli appare davanti, con l’aspetto di un cadavere putrefatto e gli dice che quello sarà il suo stesso destino se non cambierà vita. Ma ha ancora una possibilità di salvarsi: riceverà visita da tre fantasmi, il primo dei quali il giorno dopo a mezzogiorno.
Il giorno dopo, memore di quanto gli è stato detto, Frank inizia a soffrire di allucinazioni, credendo di vedere il fantasma ovunque. Alla fine, salendo su un taxi scopre che il fantasma è proprio il taxista. Questo lo porta indietro nel tempo. Cross vedrà così sé stesso bambino e il difficile rapporto con suo padre. Rivedrà poi l’inizio della sua carriera nel mondo della televisione, il momento in cui ha conosciuto Claire e l’inizio della loro relazione. Assisterà infine al momento in cui il suo rapporto con Claire si è incrinato, in quanto lui ha messo la propria carriera davanti a lei.
Ritornato nel mondo reale, poco dopo Cross incontra sul set del musical il secondo fantasma: una fata che gli dice di essere il fantasma del Natale presente. Questa gli mostra come le persone a lui vicine soffrono per causa sua: ovvero la sua segretaria che deve badare ai suoi figli con il poco stipendio che ha e suo fratello che desidera sempre invitarlo alla cena di Natale ma a cui Cross ha sempre dato buca. Gli viene anche mostrato che un senzatetto a cui Cross aveva rifiutato di prestare soccorso è ora morto assiderato.
Ritornato sul set, Cross decide di seguire le riprese dal suo studio. Il terzo fantasma, uno scheletro incappucciato, sta per ghermirlo uscendo da uno schermo televisivo alle sue spalle, ma improvvisamente Eliot fa irruzione con un fucile e cerca di uccidere Cross. Questi riesce a scappare dentro un ascensore, dove il fantasma lo attende. Il fantasma del Natale futuro mostra a Cross le conseguenze delle sue azioni se non cambierà vita: il figlio più giovane di Grace è ora catatonico e internato in una clinica; Claire è diventata cinica e egoista quanto lui; infine Cross assiste al proprio funerale, a cui sono presenti solo suo fratello e la moglie. Prima che la visione finisca, Cross si trova intrappolato nella propria bara, durante la cerimonia di cremazione.
Svegliatosi, Cross fa tesoro di quanto ha appreso dai tre spiriti e, felice di avere la possibilità di redimersi, cambia immediatamente modo di fare. Riassume Eliot dandogli un aumento. Poi irrompe sul set del musical, dove si scusa con la segretaria e il fratello e si riappacifica con Claire. Il figlio di Grace, per la gioia, parla per la prima volta. E da lontano Cross vede i fantasmi che ha incontrato che lo salutano, approvando il suo cambiamento.

## Aspetto dei fantasmi
- Lew Hayward: Il predecessore di Francis che un tempo era a capo del network televisivo prima di lui, e un tempo suo migliore amico. Si presenta al suo successore come un cadavere decomposto senza occhi, che copre con gli occhiali da sole, con topi e palline da golf nella testa. Sarà lui ad avvertire Cross di cambiare atteggiamento, ma siccome lui rifiuterà l'avvertimento, sarà costretto a mandare a fargli visita i tre fantasmi dei tempi passato, presente e futuro per dissuaderlo dal commettere il suo stesso errore: quello di essere stato cinico con i propri cari e non aver pensato al prossimo.
- Fantasma del Natale passato: Si presenta a Francis come un tassista alcolizzato e chiassoso che fuma sempre il sigaro, il cui taxi funge proprio da macchina del tempo per trasportarlo nel suo passato.
- Fantasma del Natale presente: Questo fantasma si presenta come un'esuberante fata bionda che, nonostante il modo di fare simpatico, si diverte a prendere Francis a cazzotti, soprattutto quando gli mostra i propri errori.
- Fantasma del Natale futuro: L'ultimo del trio dei fantasmi natalizi si presenta a Francis come un cupo mietitore con fiamme e demoni scatenati nel mantello ed uno schermo televisivo al posto del volto. Non parla mai e tramite un ascensore, trasporta il rozzo uomo a vedere le ripercussioni che si sarebbero verificate nel tempo a causa del suo comportamento, se non avesse cambiato carattere.

## Box office e accoglienza
Il film è stato un successo moderato al box office, incassando 60.328.558 dollari in tutto il mondo e diventando il 13° film col più alto incasso in USA nel 1988; in Italia si posizionò al 65º posto nella classifica dei maggiori incassi del periodo 1988/1989.
In Italia, il film è stato trasmesso per la prima volta in TV il 3 febbraio del 1992. Negli anni, ha avuto un tale successo che è divenuta una sorta di tradizione la sua trasmissione nel periodo natalizio da parte delle reti televisive private nazionali, insieme ad altri film come Una poltrona per due.
Il film ha ricevuto perlopiù critiche positive e su Rotten Tomatoes ha il 68% di recensioni positive dei critici con una media di 6/10 su 40 recensioni e il 71% di voti positivi da parte del pubblico.